# Phân rã ma trận
Trong phân ngành đại số tuyến tính của toán học, phân rã ma trận hoặc phân tích nhân tử ma trận là việc phân tích nhân tử của ma trận thành một tích của nhiều ma trận. Có nhiều cách phân rã ma trận khác nhau; mỗi cách được sử dụng trong một loại vấn đề cụ thể.

## Ví dụ
Trong phân tích số, các phân tích khác nhau được sử dụng để thực hiện các thuật toán ma trận hiệu quả.
Chẳng hạn, khi giải hệ phương trình tuyến tính {\displaystyle Ax=b}, ma trận A có thể được phân tách thông qua phân tích LU. Phép phân tích LU tạo ra một ma trận thành ma trận tam giác L thấp hơn và ma trận tam giác trên U. Các hệ thống {\displaystyle L(Ux)=b} và {\displaystyle Ux=L^{-1}b} yêu cầu ít bổ sung và nhân hơn để giải quyết, so với hệ thống ban đầu {\displaystyle Ax=b}, mặc dù người ta có thể yêu cầu nhiều chữ số hơn trong số học không chính xác như dấu phẩy động.
Tương tự, phân tích QR biểu thị A dưới dạng QR với Q là ma trận trực giao và R là ma trận tam giác trên. Hệ thống Q (Rx) = b được giải quyết bằng Rx = Q T b = c và hệ thống Rx = c được giải quyết bằng 'thay thế trở lại'. Số lượng bổ sung và nhân cần thiết gấp khoảng hai lần so với sử dụng cách giải LU, nhưng không yêu cầu thêm chữ số nào trong số học không chính xác vì phân tách QR ổn định về số.